# Heracliden (Byzantijnse Rijk)
De dynastie van de Herakliden leverde van 610-695 en van 705-711 de Byzantijnse keizers en tevens enkele exarchen van Carthago en Ravenna. De grondlegger van de dynastie - Herakleios - was de zoon van Herakleios de Oudere, een generaal uit de Romeins-Perzische oorlogen en later exarch van Carthago. Samen zetten ze Phocas af die de macht had gegrepen. Het laatste lid van de dynastie was Justinianus II. Onder de Herakliden werd de overgang van late oudheid naar de vroege middeleeuwen volbracht en was het Oost-Romeinse Rijk veranderd in het Grieks sprekende Byzantijnse Rijk. Er ging 75% van het grondgebied verloren onder de Herakliden, voornamelijk door islamitische veroveringen.

## Lijst van heersers
- Herakleios
- Constantijn III Herakleios
- Heraklonas
- Constans II Pogonatos
- Constantijn IV
- Justinianus II Rhinotmetos

Constantijnen · Valentinianen · Theodosianen · Thraciërs · Justinianen · Heracliden · Syriërs · Nikephoriërs . Amoriërs · Macedoniërs · Lekapenen · Macedoniërs · Komnenen · Doukai · Komnenen · Angeloi · Laskariden · Paleologen · Kantakouzenen · Paleologen